# Piotr Bała (informatyk)
Piotr Stanisław Bała (ur. 21 września 1964 w Gdańsku, zm. 31 sierpnia 2024) – polski fizyk, informatyk, dr hab. nauk fizycznych, profesor nadzwyczajny Wydziału Matematyki i Informatyki Uniwersytetu Mikołaja Kopernika w Toruniu i Interdyscyplinarnego Centrum Modelowania Matematycznego i Komputerowego Uniwersytetu Warszawskiego.

## Życiorys
W 1988 ukończył studia fizyczne na Uniwersytecie Mikołaja Kopernika w Toruniu, 2 czerwca 1993 obronił pracę doktorską Badanie przeniesienia protonu w układach molekularnych metodami mieszanej klasyczno-kwantowej dynamiki molekularnej, 8 marca 2000 habilitował się na podstawie pracy zatytułowanej Teoretyczne badania dynamiki procesów tunelowania. 28 lipca 2015 nadano mu tytuł profesora w zakresie nauk fizycznych.
Objął funkcję profesora nadzwyczajnego w Interdyscyplinarnym Centrum Modelowania Matematycznego i Komputerowego Uniwersytetu Warszawskiego, oraz na Wydziale Matematyki i Informatyki Uniwersytetu Mikołaja Kopernika w Toruniu.